# Berjozovski (oblast Sverdlovsk)
Berjozovski (Russisch: Берёзовский) is een stad in de Russische oblast Sverdlovsk. De plaats ligt aan de oostzijde van de Centrale Oeral aan het riviertje de Berjozovka (zijriviertje van de Pysjma) en vormt een van de twee grote steden direct ten noorden van Jekaterinenburg (de andere stad is Verchnjaja Pysjma).
Berjozovski ligt aan de Jekad-rondweg op ongeveer 13 kilometer ten noordoosten van Jekaterinenburg en is met deze stad verbonden via de Berjozovski trakt. In de 18e eeuw vormde Berjozovski het centrum van het eerste goudwinningsgebied van Rusland.

## Stedelijk district
Tot het stedelijk district, dat 1.125 km² omvat, behoren naast de stad Berjovski 7 nederzettingen met stedelijk karakter en 19 plattelandsplaatsen. In 2002 woonden 63.351 mensen in het stedelijk district tegen 66.247 in 1989.
| Type | Naam | Russisch | Inwoners (2002) | Postcode (6237xx) |
| --- | --- | --- | --------------- | ----------------- |
| stad p. | Berjozovski 44 Kvartal BZSK Blagodatny Kamenny Kljoekvenny Leninski Losiny Malinovka Prevomajski Sjilovka | Берёзовский 44 Квартал БЗСК Благодатный Каменный Клюквенный Ленинский Лосиный Малиновка Первомайский Шиловка | 46.744          | 00-06 10          |
| p.g.t. p. p.g.t. | Kedrovka Krasnogvardejski Oktjabrski                                                                      | Кедровка Красногвардейский Октябрьский                                                                       | 2.445 118       | 11 855            |
| p.g.t. | Kljoetsjevsk                                                                                              | Ключевск | 1.988           | 25                |
| p.g.t. p. | Losiny Bezretsjny Loebjanoj Solnetsjny Zeleny Dol                                                         | Лосиный Безречный Лубяной Солнечный Зеленый Дол                                                              | 2.226           | 10 12             |
| p.g.t. p. | Monetny Lipovski Moerzinski Molodezjny Ostrovnoje                                                         | Монетный Липовский Мурзинский Молодежный Островное                                                           | 5.632           | 20                |
| p.g.t. p. | Sarapoelka Stanovaja                                                                                      | Сарапулка Становая                                                                                           | 900             | 19                |
| p.g.t. | Staropysjminsk                                                                                            | Старопышминск                                                                                                | 1.707           | 18                |
| Totaal inwoners | Totaal inwoners                                                                                           | Totaal inwoners                                                                                              | 63.351          | 63.351            |
| ad 1: Totaal van het aantal inwoners van de plaatsen zonder inwoneraantal hierboven: 1.591. ad 2: Plaatsen zonder postcode hebben postcode 623700 | | |                 |                   |

## Geschiedenis

### De gouden eeuwen
In 1724 ontdekte boer Jerofej Markov uit Sjartasj een goudader bij zijn dorp en meldde dit aan het mijnbouwkantoor in Jekaterinenburg. Eerst gebeurde er weinig omdat men andere prioriteiten had, maar uit een document van 11 november 1745 bleek dat de Berg-amt zeker van plan was om de ertslagen te gaan exploiteren. In 1748 ontstond om deze Berjozovskoje-ertslaag de eerste goudmijn van Rusland: Sjartaski. Al snel volgde in 1752 de tweede mijn Berjozovski. In 1757 werd een fabriek gebouwd voor de goudwinning, waaromheen een fabrieksnederzetting ontstond; Berjozovski zavod ("Berjozovski-fabriek"). De eerste mijnwerkers en inwoners van de plaats werden gevormd door gevangenen uit de katorga van Jekaterinenburg, gevangengenomen voortvluchtige soldaten, rekruten en geregistreerde boeren (krestjane pripisnye).
In 1804 waren er 64 goudmijnen in Berjozovski. In 1813 ontdekte het kleine meisje Katerina Bogdanova echter goud in de Nejvarivier. Toen ze haar vondst bekendmaakte bij de autoriteiten, gaven die haar een afranseling en dreigden haar haar mond gesloten te houden. Men was namelijk bang dat er een goudkoorts zou uitbreken en dat kon men niet gebruiken in een gebied dat grotendeels werd bewoond door lijfeigenen, die al een langere geschiedenis van opstandigheid kenden en door dit nieuws misschien nog geneigd zouden zijn hun werk in de steek te laten en op goudjacht te gaan (eenzelfde gedachte heerste bij de Australische regering ten opzichte van het verborgen houden van goudvondsten om de vele veroordeelden erbuiten te houden). Een jager die vlak bij de goudmijnen van Berjozovski woonde ontdekte rond dezelfde tijd ook goud in de rivier en hij bracht het nieuws toch naar buiten. De woedende autoriteiten gaven hem daarop zo'n afranseling, dat hij iets later aan zijn verwondingen overleed.
De lokale mijnvoorman Lev Broesnitsyn was echter toch nieuwsgierig geworden en stuurde een team eropuit om het verhaal te onderzoeken. Na een paar vruchteloze zoektochten vonden ze een ertslaag en een jaar later werd daarop deze placer (secundaire goudafzetting) geopend, waarop een bloeitijd aanbrak en de plaats een grote groei doormaakte. Tussen 1842 en 1856 steeg de Russische goudproductie mede hierdoor van 4,8 ton naar 17,4 ton per jaar, al waren de mijnen van Berjozovski in staatshanden en waren juist de private goudwinningsbedrijven (die sinds 1812 waren toegestaan in Rusland) het meest productief. Door de grote groei, als gevolg van de Siberische goldrush, was Rusland gedurende meer dan een decennium de belangrijkste goudproducent ter wereld (waarna ze deze positie verloor door goudvondsten in de Australische staat Victoria en de Amerikaanse staat Californië). De goudwinning was tot de jaren zestig vooral dagbouw en gebeurde grotendeels met de hand, maar na de emancipatie van de lijfeigenen in 1861 en de industrialisatie van de mijnbouw, werd de goudwinning drastisch gemoderniseerd en stegen de opbrengsten dramatisch. Ook de grootste goudklomp van Rusland (36,02 kg) werd in die tijd in de placer van Berjozovski gevonden en bevindt zich nu in het Diamantfonds in het Kremlin van Moskou. Naast goud werden er ook onder andere limoniet, galeniet, pyriet, fahlerts, bismiet, zwavel, pyromorfiet ("groen lood") en crocoiet ("rood lood") aangetroffen.
Rond 1860 woonden er al bijna 11.000 mensen verspreid over 1961 huizen. Ook bevonden zich er toen twee scholen, een ziekenhuis, drie kerken, een gevangenis, zeven grote bakstenen winkels en nog 50 andere verkooppunten. Er werden in die tijd handelsbedrijven opgestart in meubels, schoenen, edelstenen, kisten- en tonnen.
Het goudwinningsbedrijf van Berjozovski was tot 1874 in staatshanden en kwam vervolgens in private handen van een bedrijf onder leiding van V.I. Astanasjev tegen een jaarlijkse afdracht van 18,5% van het gewonnen goud aan de Kazna (nationale staatsbank) en de eis dat minimaal 100 poeds per jaar werden gewonnen. In de goudwinning waren rond 1880 tot 2000 inwoners van Berjozovski actief en in de hele Oeral werkten ongeveer 11.500 mensen in de goudwinning. Lange tijd werd het goud gewonnen door het te zuiveren met lood. Begin 20e eeuw werd echter een chemische fabriek gebouwd, waar met behulp van het zeer giftige kaliumcyanide het percentage dat werd gewonnen verhoogde van 50-70% naar 95%.

### De Sovjetjaren
Na de Oktoberrevolutie werden de mijnen genationaliseerd op 22 december 1917. Door de Russische Burgeroorlog zakte de mijnbouw echter in en na de oorlog bleken alle mijnen te zijn ondergelopen met grondwater en alle fabrieken eromheen te zijn verwoest. Pas begin jaren 30 leefde de mijnbouw weer wat op: Mijnen werden hersteld en aangepast. Ook werden nieuwe mijnen geopend. In 1934 werd de eerste baggermachine ingezet voor de goudwinning. In 1939 werd het kombinaat Berezovzoloto ("Berjozovski-goud") opgezet voor de goudwinning.
Vanaf de komst van de Sovjets werd Berjozovski aangeduid als arbeidersnederzetting. Met het herstel van de mijnbouw werden de bestuurlijke grenzen van Berjozovski verruimd en werden ook een aantal grootschalige huizenbouwprojecten opgezet voor nieuwe plaatsen rond Berjozovski als Kirovski, Leninski, Pervomajski, en Avariejski (Sovjetski), die later allemaal onderdeel werden van Berjozovski. Ook werd in die tijd een nieuw stadsdeel voor Berjozovski opgezet; Novo-Berjozovski.
Van 1926 tot 1931 was Berjozovski het bestuurlijk centrum van de kortstondige rajon Berjozovski, dat in 1937 opnieuw werd gecreëerd en in 1945 opnieuw werd opgeheven. Op 10 juli 1938 kreeg de plaats de status van stad en op 2 april 1945 kwam ze onder jurisdictie van de oblast te vallen. Door de overplaatsing van een aantal fabrieken vanuit Europees Rusland in opdracht van Stalin in de Tweede Wereldoorlog, werd de stad uitgebreid met een aantal grote fabrieken, die nog steeds een belangrijk onderdeel vormen van de huidige stedelijke economie.
In de jaren zestig en zeventig werd een grote boost gegeven aan de industrie van de stad: de goudwinning werd sterk gemoderniseerd, grote ertsverwerkende fabrieken verrezen en verschillende nieuwe grote industrieën deden hun intrede in de stad, zoals de machine- en reparatiefabriek van Berjozovski, een boiler- en werktuigfabriek, proeffabriek (Oeralenergotsvetmet), een fabriek voor de productie van jacht- en visbenodigdheden (Zori), fabrieken voor de productie van tapijten en kleren, een meubelfabriek en de fabriek voor precisielegeringen van de Oeral. Ook werden de kleine (zelfvoorzienende) landbouwbedrijfjes rond de stad samengevoegd in een (coöperatieve) plemsovchoz (dierenfokkerij). Op de plaats van een aantal bestaande silicosestations werd het Centraal Onderzoeks- en Ontwikkelingsinstituut voor Preventieve Maatregelen voor Pneumoconiose en Veiligheidstechniek (TsNIIPP) opgericht. De gemeentelijke diensten werden verder uitgebreid en een stedelijke infrastructuur werd opgezet. Met de groei van de economie werd ook aan de huizenbouw en de publieke sociale en culturele voorzieningen een impuls gegeven. In 1971 werd een plan in gang gezet voor de ontwikkeling van de stad tot 2000.

### Economische ontwikkelingen na 1991
Nadat in 1991 de Sovjet-Unie uiteenviel, verdwenen onder invloed van de perestrojka in de jaren 90 veel verliesgevende bedrijven uit de stad en het omliggende stedelijke district of werden gereorganiseerd. Tot de opgeheven bedrijven behoren de machine- en reparatiefabriek van Monetny, het turfwinningsbedrijf van Losiny, de zaagmolen en de gewapend-betonfabriek van Kloetsjevsk, het mijnbouwbestuur van de schachtenbouw van Berjozovski, een meubel-houtverwerkingskombinaat, de Kirovmijn en vele andere. Ook ontstonden nieuwe metallurgische bedrijven, zoals SEALiK (een metallurgische fabriek in Monetny waar ook metaal wordt gerecycled) en een aluminiumfabriek in Berjozovski. In Kloetsjevsk werd in 2007 gebouwd aan een ertsverwerkende installatie bij de ijzerlegeringenfabriek, waar jaarlijks 300.000 ton afvalslakken worden verwerkt.

## Economie en voorzieningen
De economie bestaat voornamelijk uit de winning van goud uit de afzetting Berjozovskoje vanuit de Kirovmijn, die onderdeel vormt van UGMK, waartoe ook een baggerbedrijf (voor de goudwinning) en een ertsverwerkende fabriek horen. Er bevinden zich verder fabrieken voor precisielegeringen (Прецизионные сплавы), constructie van bouwmaterialen, gewapend beton, meubels, het weven van matten en confectie.
In de buurt van de stad wordt turf gestoken uit het laagveen aldaar.
In de stad staan een ziekenhuis, kinderziekenhuis en een polikliniek en in de stad en omringende plaatsen bevinden zich ruim 20 scholen, een kindersportschool, een interscolair werk- en leercentrum (межшкольный учебно-производственный комбинат) en een creativiteitscentrum voor kinderen en jeugd. Daarnaast heeft de stad een vakschool, industrieel-pedagogisch college en een filiaal van de Siberische Academie voor Gymnastiek. De stad heeft verder een bibliotheek, vier kunstscholen, een huis van cultuur, een centrum voor cultuur en sport en een muziekschool.
In de stad bevindt zich ook een museum over de goud-platina-industrie in de Oeral.

## Transport
De stad heeft geen directe spoorverbindingen, maar ligt wel aan de hoofdwegen naar een aantal steden, zoals de Rekevskoj trakt naar onder andere Rezj en Alapajevsk en via de Berjozovski trakt en de Jekad-rondweg is de stad verbonden met het hoofdwegennetwerk van de oblast. Andere plaatsen in het bestuurlijk gebied van de stad hebben wel een directe spoorverbinding met de steden Jekaterinenburg en Rezj.

## Demografie
| 1912   | 1939   | 1959   | 1970   | 1979   | 1989   | 2002   |
| ------ | ------ | ------ | ------ | ------ | ------ | ------ |
| 10.800 | 25.600 | 30.600 | 38.400 | 42.200 | 47.944 | 46.744 |